# 高橋健自
高橋 健自（たかはし けんじ、1871年10月1日〈明治4年8月17日〉 - 1929年〈昭和4年〉10月19日）は日本の考古学者。主として弥生時代と古墳時代を研究領域とした。日本考古学の発展に大きな足跡をのこした研究者である。

## 経歴
1871年10月1日（明治4年8月17日）、仙台県仙台城下町（現宮城県仙台市）の仙台藩士の家に生まれる。東京高等師範学校では三宅米吉に師事し、1893年に卒業。
1904年（明治37年）東京帝室博物館（現・東京国立博物館）にはいり、博物館員から鑑査官、歴史課長を歴任した。その一方で日本考古学会を主宰しての幹事をつとめ、『考古学雑誌』を刊行、考古学の発展と普及につくした。喜田貞吉とは古墳の年代決定をめぐって論争となっている。1922年（大正11年）、『考古学雑誌』に「考古学上より観たる邪馬台国」を発表し、邪馬台国の所在地を畿内とする説に立った。1929年（昭和4年）10月19日、東京府下谷区上根岸（現・東京都台東区根岸）の自宅において脳膜炎のため死去、享年59。墓所は仙台市宮城野区榴岡の孝勝寺にある。

## 著書
- 『新撰国史』 上下巻、金港堂、1901年3月。 NCID BA49901498。全国書誌番号:40012312。
- 『鏡と剣と玉』冨山房、1911年7月。 NCID BN08143619。全国書誌番号:40011844。
  - 『鏡と剣と玉』（再版）冨山房、1931年11月。 NCID BN05788800。全国書誌番号:46080165。
- 『考古学』聚精堂、1913年8月。 NCID BN11481405。全国書誌番号:43018458 全国書誌番号:60001243。
- 『古墳発見石製模造器具の研究』帝室博物館〈帝室博物館学報 第1冊〉、1919年12月。 NCID BN06278151。全国書誌番号:43040166。
  - 『古墳発見石製模造器具の研究』（増補再版）帝室博物館〈帝室博物館学報 第1冊〉、1925年5月。 NCID BA70386438。全国書誌番号:43040169。
- 『古墳と上代文化』国史講習会〈文化叢書 第9編〉、1922年5月。 NCID BA33754871。全国書誌番号:43037001 全国書誌番号:60003745。
- 『服飾沿革図』高橋健自、1923年8月。 NCID BC05869632。全国書誌番号:43039058。
- 『銅鉾銅剣の研究』聚精堂、1925年11月。 NCID BN07280068。全国書誌番号:43049707。
- 『日本原始絵画』大岡山書店、1927年9月。 NCID BN15220469。全国書誌番号:47014086 全国書誌番号:53013450。
- 『日本服飾史論』大鐙閣、1927年11月。 NCID BN08452952。全国書誌番号:47015109。
- 『歴世服飾図説』 上下巻、聚精堂、1929年1月。 NCID BN12509860。全国書誌番号:46013881 全国書誌番号:48010970。
  - 『歴世服飾図説』思文閣出版、1975年12月。 NCID BN08732416。全国書誌番号:73012742。
- The Japanese mirror. "Cultural Nippon" pamphlet series 41. Nippon Bunka Chuo Renmei. (1942-01). NCID BA45429652. 全国書誌番号:44067088
- 坂詰秀一 編『高橋健自集』 上、築地書館〈日本考古学選集 9〉、1971年10月。 NCID BN02041853。全国書誌番号:73013613。
- 坂詰秀一 編『高橋健自集』 下、築地書館〈日本考古学選集 10〉、1972年3月。 NCID BN02041853。全国書誌番号:73013614。

### 編集
- 『新編東洋小史』誠之堂、1900年4月。 NCID BA58185277。全国書誌番号:40014874。
- 『中学日本小史』金港堂、1902年12月。全国書誌番号:40012428。
- 『朝鮮鐘写真集』考古学会、1910年4月。 NCID BA40322753。全国書誌番号:41018806。

### 共著
- 高橋健自、石田茂作『満鮮考古行脚』雄山閣、1927年12月。 NCID BN08035106。全国書誌番号:47021108。

### 共編
- 高橋健自・武谷等 編『中等国史教科書』東京図書出版、1897年3月。 NCID BA45266412。全国書誌番号:40012434。
- 河田, 羆、吉田, 東伍、高橋, 健自 編『沿革考証日本読史地図』冨山房、1897年2月。 NCID BA33476950。全国書誌番号:40012788。